# Реґола
Реґола (італ. Regola) — VII район (Rione) Рима. Він охоплює лівий берег Тибру між Ponte Garibaldi та Ponte Mazzini.

## Історія
Ім'я походить від лат. Renula, що означає дрібний пісок, яким був покритий цей берег Тибру. У середні віки район мав назву Regio Arenule et Chacabariorum. Середньовічна назва також походила від Renula, яке знаходимо вже у теперішній назві вулиці району Via Arenula.

## Герб
На гербі зображено оленя.